# Scopula sylvestrata
Scopula sylvestrata là một loài bướm đêm trong họ Geometridae.